# Masakr v Gospići
Masakr v Gospići byla hromadná vražda 100–120 převážně srbských civilistů ve městě Gospić v Chorvatsku během posledních dvou týdnů října 1991, během chorvatské války za nezávislost. Většina obětí byli etničtí Srbové zatčení v Gospići a nedalekém pobřežním městě Karlobag. Většina z nich byla zatčena během 16.–17. října. Někteří ze zadržených byli převezeni do kasáren v Perušići a popraveni v Lipova Glavica poblíž města, zatímco jiní byli zastřeleni v oblasti Pazarište Gospić. Vraždy nařídili tajemník krizového velitelství Lika Tihomir Orešković a velitel 118. pěší brigády Chorvatské národní gardy podplukovník Mirko Norac.
Vraždy byly zveřejněny v roce 1997, kdy válečný člen polovojenské jednotky Podzimní deště hovořil o zapojení jednotky do zabíjení civilistů v Gospići v rozhovoru pro Feral Tribune. Žádné formální vyšetřování nebylo zahájeno až do roku 2000. Poté o vraždách tři bývalí chorvatští zpravodajští a vojenští policisté informovali Mezinárodní trestní tribunál pro bývalou Jugoslávii. V roce 2001 bylo zatčeno pět lidí včetně Oreškoviće a Norace a souzeno. Orešković, Norac a Stjepan Grandić byli v roce 2004 shledáni vinnými ze zločinu a odsouzeni ke 14, 12 a 10 letům vězení.

## Pozadí
V srpnu 1990 došlo v Chorvatsku k povstání, které se soustředilo v oblastech obývaných převážně Srby, včetně částí Liky, poblíž města Gospić, které mělo rovněž významnou srbskou populaci. Oblasti byly následně pojmenovány SAO Krajina a poté, co deklarovala svůj záměr integrovat se se Srbskem, chorvatská vláda to prohlásila za povstání. V březnu 1991 konflikt vyeskaloval do chorvatské války za nezávislost. V červnu 1991 vyhlásilo Chorvatsko svou nezávislost, když se Jugoslávie rozpadla. Následovalo tříměsíční moratorium, po kterém rozhodnutí nabylo účinnosti dne 8. října.
Vzhledem k tomu, že Jugoslávská lidová armáda (JNA) stále více podporovala SAO Krajina a chorvatská policie nebyla schopna situaci zvládnout, vznikla v květnu 1991 Chorvatská národní garda (ZNG). Rozvoj chorvatské armády byl brzděn zbrojním embargem OSN zavedeným v září, zatímco vojenský konflikt v Chorvatsku nadále eskaloval – bitva u Vukovaru začala 26. srpna. Koncem srpna boje zesílily také v Lice, včetně Gospiče, kde boje o kontrolu nad městem pokračovaly po většinu září. Ačkoli Gospić byl řízen chorvatskými silami, zůstal po bitvě pod srbským dělostřeleckým bombardováním. Boje měly za následek těžké poškození města a útěk velké části jeho populace, po kterém zůstalo jen asi 3 000 obyvatel. Před válkou měl Gospić 8 000 obyvatel, z toho 3 000 Srbů. Mnoho Srbů dříve žijících ve městě uprchlo, ale chorvatské úřady je vyzvaly, aby se vrátili prostřednictvím televizního a rozhlasového vysílání.
Když se koncem září začalo vracet civilní obyvatelstvo, velitel policie Gospić Ivan Dasović navrhl, aby byl vypracován seznam vracejících se Srbů, údajně z bezpečnostních důvodů. Podle Ante Kariće, prezidenta krizového velitelství Lika (krizni stožer), se Dasović obával, že by vracející se Srbové mohli ukrývat pátou kolonu, která by podkopala obranu města. Karić byl údajně proti tomuto kroku, ale seznam byl sestaven 10. října. Podobný seznam Srbů vracejících se do nedalekého Karlobagu byl připraven 16. října.
Gospićská policie byla podřízena kontrole krizového velitelství Lika na základě rozkazu vydaného tehdejším ministrem vnitra Ivanem Vekićem, stejně jako 118. pěší brigáda ZNG a vojenská policie sídlící v Gospići. Kromě toho byla v září do Gospiće nasazena polovojenská dobrovolnická skupina přezdívaná „Podzimní deště“, ovládaná Tomislavem Merčepem; tento útvar byl formálně podřízen Ministerstvu vnitra.

## Vraždy
Tajemník krizového velitelství Lika Tihomir Orešković a velící důstojník 118. pěší brigády podplukovník Mirko Norac svolali poradu svých podřízených a nařídili zatčení srbských civilistů, jejich následné zadržení v kasárnách Perušić a zabíjení. Na přesném datu schůzky se zdroje neshodnou. Podle Dasoviće se schůzka konala 15. října přibližně ve 21:00, které se zúčastnil spolu s několika dalšími funkcionáři. Jiné zdroje, včetně následného trestního vyšetřování a svědků soudu, uvedly, že se setkání konalo 16. nebo 17. října. Soudy zabývající se případem, včetně Nejvyššího soudu Chorvatska, rozhodly, že schůzka se konala 17. října a že Orešković a Norac nařídili přítomným popravovat civilisty, kteří byli zatčeni na základě připravených seznamů. Zabíjení civilistů v Široké Kule srbskými polovojenskými jednotkami, ke kterému došlo 13. října, bylo použito jako záminka k popravám.
K většině zatčení došlo ve dnech 16.–17. října, a to jak v Gospići, tak v Karlobagu. Civilisté, zejména Srbové, byli od 16. října odváděni se zbraní v ruce z protileteckých krytů. O dva dny později byli obyvatelé Gospiće svědky nakládání civilistů na korby jedenácti vojenských nákladních vozů na městském dobytčím trhu, které už nikdy nikdo nespatřil. Nejméně deset civilistů bylo zabito v Žitniku v oblasti Gospić známé jako Pazarište dne 17. října. Zabíjení pokračovalo v Lipova Glavica u Perušiće 18. října, kde bylo 39 nebo 40 lidí popraveno zastřelením poté, co byli drženi v kasárnách Perušić, kde v té době sídlil prapor 118. pěší brigády. Tři další srbští civilisté byli zatčeni v Gospići a Karlobagu dne 25. října. Byli také zastřeleni a jejich těla byla vyzvednuta v oblasti Ravni Dabar dne 3. prosince. Mnoho z obětí byli prominentní srbští intelektuálové včetně lékařů, soudců a profesorů. Stejně jako zbytek zavražděných Srbů byli loajální k chorvatskému státu a odmítli se připojit k Republice srbská Krajina, takže jejich popravy byly o to ještě ohavnější. Předpokládá se, že chorvatské oběti masakru byli disidenti, kteří byli proti státním protisrbským opatřením.

## Následky
Masakr v Gospići byl nejvýznamnějším takovým zvěrstvem spáchaným Chorvaty během války. Zdroje se neshodují na celkovém počtu obětí masakru v Gospići, přičemž odhady se pohybují od téměř 100 do 120 zabitých. Oficiální údaje naznačují, že v letech 1991 až 1995 se v oblasti Gospić ztratilo celkem 123 osob.
Deset obětí bylo naházeno do septiku a pokryto vrstvami hlíny a kamenné suti v Gospići, později v květnu 2000 objeveném vyšetřovateli Mezinárodního trestního tribunálu pro bývalou Jugoslávii (ICTY), což vyvolalo stížnosti starosty Gospiće a pouliční protesty chorvatských veteránů. Dvacet čtyři dalších mrtvol bylo spáleno a zlikvidováno poblíž Duge Njive, vesnice východně od Perušiće, ale 25. prosince 1991 je získala 6. brigáda JNA, prozkoumala a znovu pohřbila v Debelo Brdu, 15 kilometrů (9,3 mil) od Udbiny. Osmnáct z nich bylo pohřbeno v hromadném hrobě, zatímco šest dalších bylo pohřbeno jednotlivě, ale tito byli vykopáni a znovu pohřbeni jinde příbuznými. Hromadný hrob byl vykopán v prosinci 2000 jako součást trestního vyšetřování. Domy obětí byly vzápětí vydrancovány jednotkou Podzimní deště. V roce 1992 bylo několik členů jednotky krátce uvězněno chorvatskými úřady, ale bez obvinění propuštěni.
V září 1997 dnes již neexistující chorvatské noviny Feral Tribune zveřejnily podrobnou zprávu očitého svědka Miroslava Bajramoviće, jednoho z členů Podzimních dešťů, který tvrdil, že se podílel na provedení masakru. Ve svém rozhovoru Bajramović uvedl, že jednotka dostala rozkaz k etnické čistce v Gospići. Tvrdil také, že jim občas nařídil Tomislav Merčep, který byl spojencem chorvatského prezidenta Franjo Tuđmana, vězně „ukončit“, a že Vekić si byl plně vědom jejich úkolu. Bajramović a tři další členové jednotky identifikovaní v rozhovoru byli zatčeni, zatímco Vekić popřel Bajramovićova tvrzení a chorvatští vládní úředníci popřeli jakoukoli odpovědnost v této záležitosti. ICTY zase požádal o informace o čtyřech. Tudjman obvinil z masakru Srby a zahraniční agenty. Krátce zatkl vůdce chorvatské milice spojeného s vraždami, ale později ho propustil a přidělil na ministerstvo vnitra.
V roce 1998 se na ICTY obrátili dva chorvatští zpravodajští důstojníci a vojenský policista Milan Levar, Zdenko Bando a Zdenko Ropac s nabídkou informací o událostech. Levar, který byl později zavražděn, byl zvláště cenný jako svědek, protože tvrdil, že byl svědkem smrti asi 50 lidí v oblasti Gospiće. Ranko Marijan, ministr spravedlnosti v nové vládě, kritizoval své předchůdce a policii za to, že případ nevyšetřovali, ale úřady nedokázaly ochránit Levara, který byl zavražděn bombou v autě v srpnu 2000. Vyšetřování vražd v Gospići přispělo ke kritice vládních snah ze strany sedmi aktivních a pěti vysloužilých chorvatských generálů, kteří vydali Dopis dvanácti generálů, ve kterém zveřejnili svou stížnost. To vedlo k vyhození sedmi aktivních důstojníků prezidentem Stjepanem Mesićem. Skupina zahrnovala Norace, který měl hodnost generálmajora od září 1995.

### Proces s Oreškovićem a spol.
Formální vyšetřování vražd v Gospići bylo zahájeno koncem roku 2000 a zatykače na Oreškoviće, Norace, Stjepana Grandiće, Ivicu Rožiće a Milana Čaniće byly vydány v únoru 2001. Norac se dva týdny zatčení vyhýbal, protože byl přesvědčen, že ho úřady zamýšlí vydat ICTY. Příbuzní Grandiće, Rožiće a Čaniće se za pomoci obyvatel Gospiće pokusili zabránit policii v zatčení těchto tří tím, že obklíčili policejní dodávky, které byly odeslány k převozu obžalovaných do vazby. Odpor proti stíhání vyvrcholil 11. února 150 000 pouličním protestem ve Splitu. Protesty se opakovaly v Záhřebu, kde se objevilo 13 000 demonstrantů. Norac se vzdal 21. února poté, co obdržel ujištění, že bude souzen spíše v Chorvatsku než ICTY.
5. března byla vznesena formální obžaloba, která pětici obvinila ze zabití 50 civilistů v Gospići a Karlobagu. Případ byl projednáván u okresního soudu v Rijece a zahrnoval svědectví 120 svědků u soudu v Rijece, 18 osob, které přežily útoky v Gospići v roce 1991, kteří svědčili v Bělehradě, a dvou chorvatských státních příslušníků, kteří ze strachu o svou bezpečnost uprchli do Německa. Jeden z těchto dvou, příjmením Ropac, odmítl vypovídat, protože nedůvěřoval vládním ujištěním o jeho bezpečnosti. V březnu 2003 soud shledal obžalované vinnými; Orešković byl odsouzen k 15 letům vězení, zatímco Norac dostal trest 12 let vězení. Grandić byl uvězněn na dobu 10 let. Rožić a Čanić byli zproštěni viny kvůli nedostatku důkazů proti nim. Případ byl nakonec v roce 2004 podán až k Nejvyššímu soudu Chorvatska, který potvrdil prvoinstanční odsouzení Oreškoviće, Norace a Grandiće, stejně jako osvobozující rozsudky Rožiće a Čaniće. Analýza BBC News tvrdila, že procesy naznačovaly ochotu chorvatské vlády vypořádat se s válečnými zločiny spáchanými jejími občany, po dlouhém období nečinnosti, které soudce okresního soudu Rijeka Ika Šarić označil za „spiknutí mlčením“.
Bajramović a další čtyři členové jeho jednotky byli odsouzeni v nesouvisejícím případu zabití a zneužívání srbských a chorvatských civilistů spáchaného v Poljaně u Pakracu v roce 1991. Dostali tresty odnětí svobody v rozmezí od tří do dvanácti let. S rokem 2013 je Merčep souzen z odpovědnosti za velení za válečné zločiny spáchané v Poljaně.